# Туробин (гмина)
Туробин (пол. Turobin) — сельская гмина (волость) в Польше, входит как административная единица в Билгорайский повет, Люблинское воеводство. Население — 6884 человека (на 2004 год). Административный центр — деревня Туробин.

## Сельские округа
1. Черненцин-Глувны
2. Черненцин-Подуховны
3. Элизувка
4. Грудки
5. Гузувка-Колёня
6. Хута-Туробиньска
7. Нова-Весь
8. Ольшанка
9. Пшедмесце-Щебжешиньске
10. Рокитув
11. Тарнава-Дужа
12. Тарнава-Колёня
13. Тарнава-Мала
14. Токары
15. Туробин
16. Вулька-Черненциньска
17. Заблоце
18. Загробле
19. Залавче
20. Жабно
21. Жабно-Колёня
22. Жураве
23. Гай-Черненциньски
24. Полесиска

## Соседние гмины

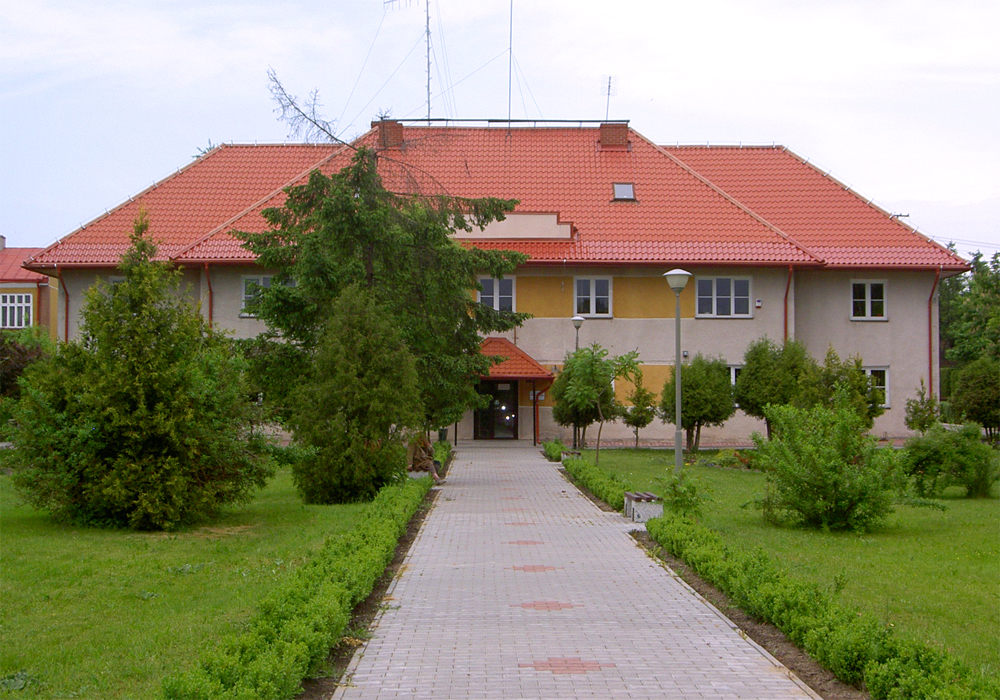
Гмина Туробин

1. Гмина Хшанув
2. Гмина Горай
3. Гмина Радечница
4. Гмина Рудник
5. Гмина Сулув
6. Гмина Высоке
7. Гмина Закшев
8. Гмина Жулкевка